# Liste der Stolpersteine in Bad Dürrenberg
Die Liste der Stolpersteine in Bad Dürrenberg enthält alle Stolpersteine, die im Rahmen des gleichnamigen Kunst-Projekts von Gunter Demnig in Bad Dürrenberg verlegt wurden. Mit ihnen soll Opfern des Nationalsozialismus gedacht werden, die in Bad Dürrenberg lebten und wirkten. Die erste Verlegung fand am 30. Mai 2011 statt.

## Liste der Stolpersteine
| Adresse     | Datum der Verlegung | Person | Inschrift                                                                            | Bild | Bild des Hauses |
| ----------- | ------------------- | --- | ------------------------------------------------------------------------------------ | ---- | --------------- |
| Lönsweg 3 · | 30. Mai 2011        | David Abraham Berger (1896–1943) David Abraham Berger wurde in Nadworna (Galizien) geboren und lebte später in Bad Dürrenberg. 1938 wurde er nach Polen abgeschoben, wo er bis Sommer 1939 im Lager Zbąszyń interniert wurde. Während der deutschen Besetzung Polens wurde er 1943 ermordet. | Hier wohnte DAVID ABRAHAM BERGER Jg. 1896 verhaftet 1939 Lager Zbąszyń ermordet 1943 |      |                 |